# ماست اسپار
ماست اسپار از طردوغ (ترخینه) که به آن مخلوطی از نمک و دانه‌های گیاهان دارویی از قبیل: قلمفر (میخک) و شمبری (شنبلیله)، سیاه‌دانه و… که بو داده شده‌اند و به آن اضافه شده است تهیه میشود، این ماست در داخل مشک‌های مخصوص اسپار نگه داری میشود

## طرز تهیه
ماست اسپار بدین صورت تهیه می‌شود که ماست میش یا بز را در داخل مشک‌های مخصوص ریخته (این مشک‌ها از پوست گوسفند ساخته شده) و با حرکت دادن مشک به کمک دست یا دستگاه کره (مسکه) آن را از داخل دوغ جدا می‌کنند.
دوغ‌های حاصل را در ظرف بزرگی که از جنس مس بوده و معمولاً گنجایش ۵ الی ۶ مشک دوغ را دارد می‌جوشانند و در مدتی که دوغ‌ها بر روی آتش می‌جوشند با استفاده از یک دسته از بوته‌های مخصوص بیابانی از قبیل: ترقو، چمزو، قمس، ارچن و . . . که به یک دسته چوبی بسته می‌شوند و تقریباً شکلی مشابه جارو پیدا می‌کنند که به آن «شپو» می‌گویند، به هم می‌زنند تا از سر رفتن آنها جلوگیری شود و کار جوشانیدن دوغها را تا غلیظ شدن آنها ادامه می‌دهند که این کار حد اقل نصف روز به طول می‌انجامد.
مایع غلیظ شده حاصل را «طردوغ» می‌گویند، پس از سرد شدن طردوغ به آن مخلوطی از نمک و دانه‌های گیاهان دارویی از قبیل: قلمفر (میخک) و شمبری (شنبلیله)، سیاه‌دانه و… که بو داده شده‌اند به همراه نمک هم می‌زنند تا کاملاً در تمام مایع پخش شوند.
فراورده حاصل را در داخل مشکهای مخصوص نگهداری اسپار، می‌ریزند (مشک اسپاری یا مشک قطقی هم گفته می‌شود) در طول روز روی مشکها را با استفاده از: گلیم و خوره و کودی و مخشیف و نمد و پلاس وفرش و … به‌طور کامل می‌پوشانند تا هوای گرم بیرون به مشکها نرسد و هم مشکها خنک بمانند و با خنک شدن هوا در شب روی مشکها را برداشته و اجازه می‌دهند تا مشکها خنک شوند. (گرم شدن مشکها می‌تواند باعث شود که اسپار طعم و ماهیت اصلی خویش را از دست بدهد)
مشک‌ها برای مدت زمانی در حدود ۲ ماه به همین حال باقی می‌مانند و در طی این مدت فقط هر چند وقت یکبار به آنها دوغ اضافه می‌گردد و در ضمن هر چند وقت یکبار آنها را اندکی از جای خود حرکت می‌دهند و نمک و شورآبه‌ای را که روی مشک جمع می‌شود، پاک می‌کنند زیرا در طی این مدت مقداری از آب و نمک مازاد موجود در داخل مشکها از جدار مشک به بیرون نفوذ پیدا می‌کند و پس از طی این مدت، اسپار به اصطلاح می‌رسد. این اسپارها را در داخل همین مشکها نگه می‌دارند و به تدریج از آن برداشته و استفاده می‌شود.
تلاشهایی برای تهیه این نوع ماست به صورت صنعتی و بهداشتی در کارخانه پگاه کرمان صورت گرفته‌است.

## خاستگاه
با توجه به تمرکز تولید این نوع ماست در منطقه میمند از شهربابک  خاستگاه این نوع خاص ماست خواهد بود.

## فهرست منابع
1. ↑  ««اسپار»، لذیذ و مقوی». ایسنا | کرمان. دریافت‌شده در ۲۰۱۹-۰۵-۱۴.
2. ↑  «یازده محصول ارگانیک از شیر پسته تا ماست اسپار ابتکار بانوی مخترع کرمانی». شبکه اطلاع‌رسانی راه دانا. دریافت‌شده در ۲۰۱۹-۰۵-۱۴.
3. ↑  «پایگاه اطلاعات علمی جهاد دانشگاهی». www.sid.ir. دریافت‌شده در ۲۰۱۹-۰۵-۱۴.